# Amoroso (album)
Amoroso è un album in studio del cantautore brasiliano João Gilberto, pubblicato nel 1977.

## Tracce
1. 'S Wonderful
2. Estate
3. Tin Tin Por Tin Tin
4. Besame Mucho
5. Wave
6. Caminhos Cruzados
7. Triste
8. Zingaro